# Rydsholm: en roman om de stängda grindarnas stad
Rydsholm: en roman om de stängda grindarnas stad är en roman skriven av Gösta Gustaf-Janson och utgiven 1927. Undertiteln togs bort i senare utgåvor.

## Handling
Gustaf-Jansons debutroman handlar om ingenjören Henrik Enberg som flyttar till Rydsholm med sin familj efter att ha tröttnat på stadslivet. Boken fokuserar mycket på barnen i familjen och ser på livet i överklassförorten med en satirisk blick. 